# La Verne, Kalifornien
La Verne är en stad (city) i Los Angeles County, i delstaten Kalifornien, USA. Enligt United States Census Bureau har staden en folkmängd på 31 285 invånare (2011) och en landarea på 21,8 km².